# T&Tスーパーマーケット
T&Tスーパーマーケット（英: T & T Supermarket、繁体字: 大統華超級市場、拼音: Dàtǒnghuá Chāojíshìchǎng）は、カナダのブリティッシュコロンビア州リッチモンドを拠点とする台湾系スーパーマーケットチェーン。アジア系スーパーマーケットとしては、カナダ国内で最大級の規模を誇る。

## 概要

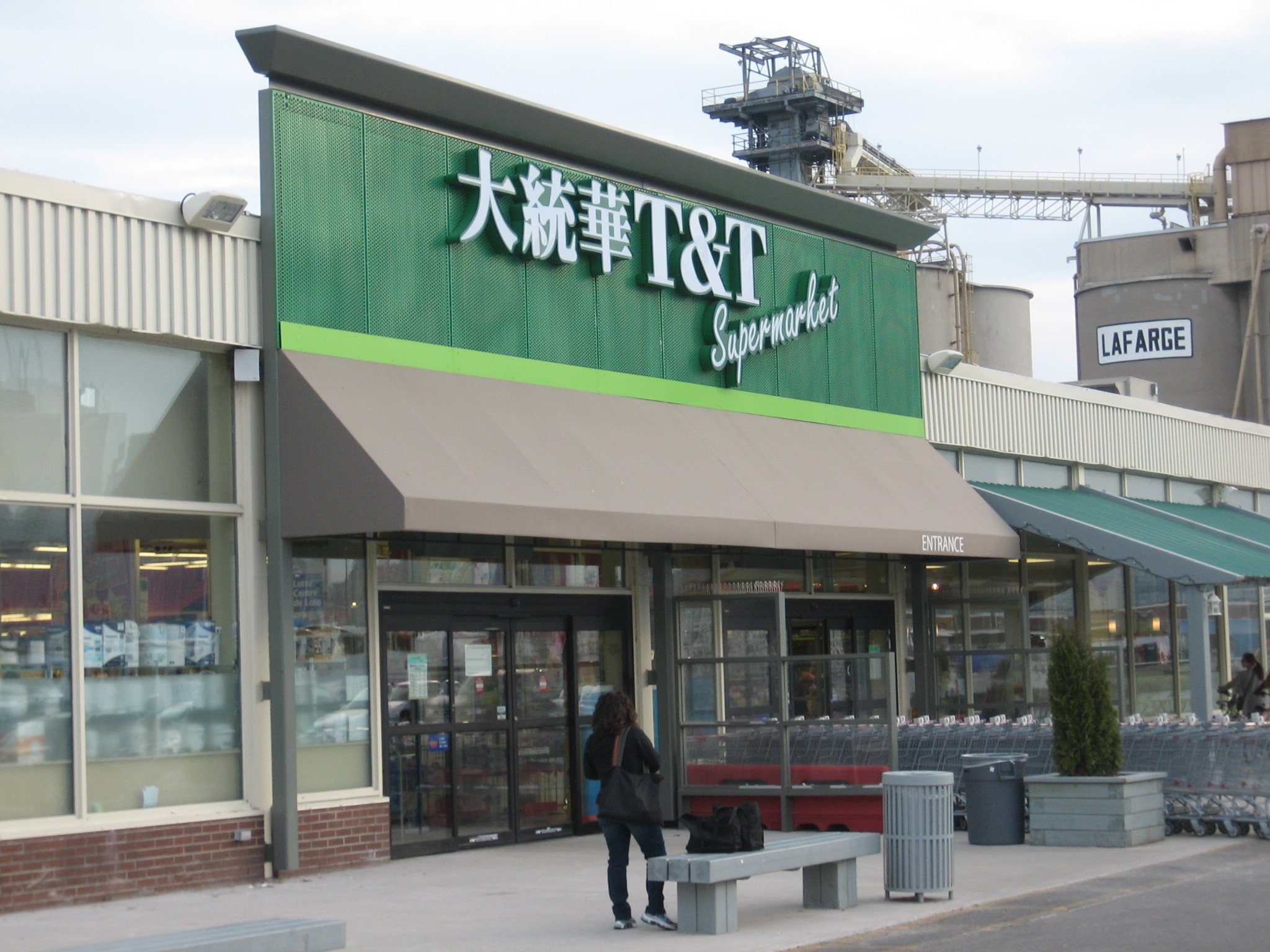
トロント・チェリー通り店

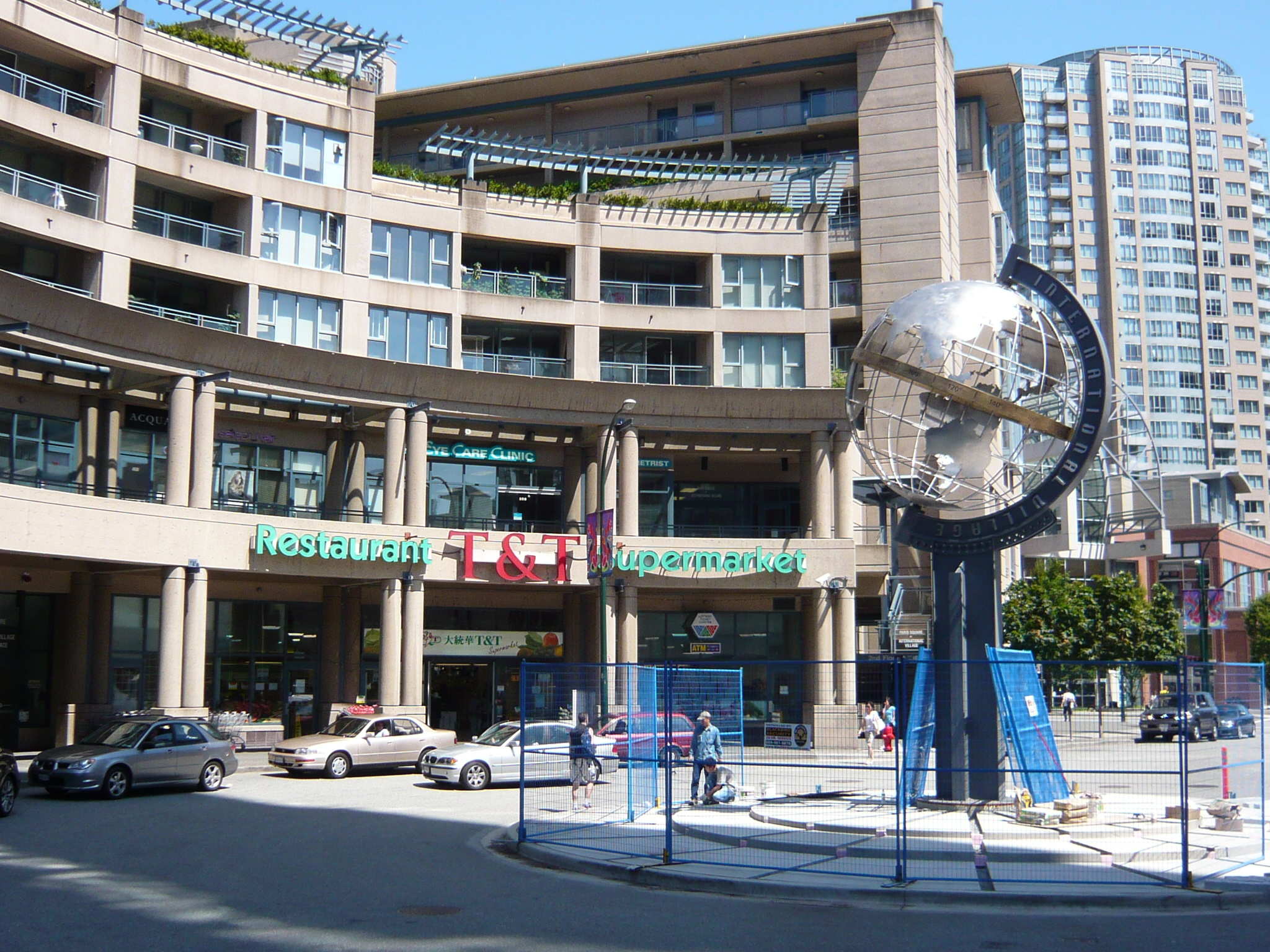
バンクーバー・チャイナタウン店

1993年にバーナビーのメトロタウンで第1号店を開いたことを皮切りに、メトロバンクーバー（バンクーバー都市圏）各地へとチェーン展開されていったスーパーマーケットである。現在ではバンクーバー近郊に13店舗、アルバータ州（カルガリー・エドモントン）に6店舗、オンタリオ州ではトロント（市内及び郊外含む）に8店舗、オタワに1店舗、ウォータールーに1店舗が存在する。また、バンクーバー郊外のリッチモンドのヤオハンセンター内にある、そしてウェストバンクーバーのパークロイヤルショッピングセンター内にあるオーサカ・スーパーマーケットの運営もT&Tによるものである。
社名は創立時のメンバーに由来しており、当初の運営元であったタワ・スーパーマーケット（大華）の頭文字と、出資者であるユニプレジデント・エンタープライズ社（統一企業公司）の中国語名（統一＝Tong Yi）の頭文字をそれぞれ取ったものであった。2009年7月にロブロー社に買収され、現在は同社の子会社として運営されている。中国語名も「大華」と「統一」を併せて「大統華」としている。
中華系らしく中国・台湾の食品・製品が豊富に取り揃えられているほか、日本や韓国、その他東アジア圏の商品も多数見られる。多くの店舗では店内にベーカリーが設けられており、パンやケーキなども洋風・アジア風のものが各種用意されている。総菜コーナーでは叉焼や点心などが販売されているほか、寿司や鰻の蒲焼きなども置かれている。一方で中華系商店にありがちな衛生面の疎かさを徹底排除するなど、現地人に対する中華系スーパーのイメージ払拭にも努めている。